# Piper riocajambrense
Piper riocajambrense är en pepparväxtart som beskrevs av Trel. & Yunck.. Piper riocajambrense ingår i släktet Piper och familjen pepparväxter. Inga underarter finns listade i Catalogue of Life.